# Barys Astana
Il Barys Astana (russo e kazako: Барыс Астана) è una squadra di hockey su ghiaccio con sede nella città di Astana, capitale del Kazakistan. Appartiene alla divisione Černyšëv della Kontinental Hockey League (KHL). Il Barys è una delle sei formazioni della KHL con sede al di fuori della Russia.

## Storia
Il Barys fu fondato nel 1999. Soprannominati "leopardi delle nevi" (Barys in kazako indica il leopardo delle nevi) esordirono nella stagione 1999-2000 nel Campionato kazako, lega nella quale rimasero fino al 2009. A partire dalla stagione 2004-05 il Barys fu accettato nelle leghe professionistiche russe. Fecero così il loro debutto nella Rossijskaja Liga; in parallelo il Barys creò un farm team, il Barys Astana-2 per disputare il campionato nazionale. Nel 2007 vinsero il proprio girone, comprendente la zona degli Urali e la Siberia occidentale. Grazie a quel successo il Barys fu promosso in Vysšaja Liga.
Nell'unica stagione giocata in VHL il Barys raggiunse il secondo turno dei playoff. Nel frattempo la seconda squadra del Barys conquistò il campionato nazionale, primo trofeo nella storia della squadra.
Nel 2008 il Barys fece richiesta di iscrizione alla neonata Kontinental Hockey League. La lega consentì loro la partecipazione aprendo così per la prima volta le porte a un club kazako. La squadra esordì nella KHL il 3 settembre 2008 in trasferta vincendo contro il Neftechimik Nižnekamsk per 2-1 ai rigori. La squadra, inserita nella Divizion Černyšëva, concluse il primo campionato al 15º posto assoluto (5º posto su 6 nella Division) accedendo così ai playoff della Coppa Gagarin. Al primo turno il Barys fu sconfitto per 3-0 dall'Ak Bars Kazan'. Nel frattempo il Barys-2 trionfò vincendo il secondo campionato kazako consecutivo.
Per la prima volta nella stagione 2013-14 il Barys vinse il titolo divisionale nella Divizion Černyšëva.

## Palmarès

### Campionati nazionali
- Campionato kazako: 2

2007-2008, 2008-2009
- Divizion Černyšëva: 1

2013-2014